# Tjatjerski Rajon
Tjatjerski Rajon (vitryska: Чачэрскі Раён, ryska: Чечерский район) är ett distrikt i Belarus.   Det ligger i voblasten Homels voblast, i den östra delen av landet, 260 km öster om huvudstaden Minsk.